# Marcel Mauss
Marcel Mauss, född den 10 maj 1872 i Épinal, död den 1 juni 1950 i Paris, var en fransk sociolog och antropolog. Mauss var systerson och lärjunge till sociologen Émile Durkheim. Mauss tankar om gåvosystem har påverkat senare strukturalistiska tänkare, exempelvis Claude Lévi-Strauss. Hans tankar om habitus och kroppstekniker har starkt influerat Pierre Bourdieu och Michel Foucault. I hans mest betydelsefulla verk, Gåvan (Essai sur le don, 1923), argumenterar Mauss att en gåva aldrig kan vara fri. Mänsklighetens historia är full av exempel på att gåvor kräver reciprocitet, det vill säga att man återgäldar dem. Teorin om kroppsteknikerna lade Mauss först fram i en föreläsning 1934, då han hävdade att mycket av enkla och vanemässiga tekniker som reglerar hur vi sitter, sover, simmar eller gräver gropar skapas i sociala sammanhang. Förmedlandet av dessa tekniker från en generation till en annan var det som, enligt Mauss, skilde människan från djuret.

## Teori
Mauss frågeställning i Gåvan är: "Vilken kraft bor i gåvan, vilken tvingar mottagaren att återgälda?" Svaret på frågan är att gåvan är ett totalsystem, med andliga mekanismer vilka hedrar både givaren och mottagaren. Synen på detta inspirerades av Durkheims sociala fakta, och gåvosystemet ansågs vara ett totalt socialt faktum ("fait social total"). Givaren ger inte endast bort en gåva, utan också en del av sig själv. 
Mauss hävdar att objekten aldrig är helt separerade från dem som utbyter dem. Den som inte återgäldar förlorar ära och status, men de andliga konsekvenserna kan också vara värre. I Polynesien förlorar man mana, sin andliga källa till ställning och rikedom. Mauss markerade tre ansvarspunkter: att ge – det nödvändiga initiala steget för att skapa och underhålla sociala relationer; att ta emot – eftersom vägran att ta emot är att vägra relationen; och att ge tillbaka – för att påvisa mottagarens frihet, ära och rikedom.